# Hélène de Palatinat-Simmern
La comtesse Hélène de Palatinat-Simmern (13 juin 1532 – 5 février 1579 au château de Schwarzenfels (en) à Sinntal), était la fille du comte palatin et duc Jean II de Palatinat-Simmern et de sa femme Béatrice de Bade. Elle était comtesse de Hanau-Münzenberg par mariage.

## Mariage et descendance
Le 22 novembre 1551, Hélène épouse le comte Philippe III de Hanau-Münzenberg (en) (1526-1561). Leurs armoiries peuvent être vues à l'entrée principale de l'église de Sainte-Marie de Hanau. Toutefois, en raison de facteurs environnementaux, la pierre a mal résisté et est en mauvais état.
Philippe et Hélène ont eu cinq enfants:
1. Philippe-Louis Ier de Hanau-Münzenberg (21 novembre 1553 – 4 février 1580)
2. Dorothée (1556 – 1638)
3. Reinhard Guillaume (28 septembre 1557 à Hanau – 17 février 1558)[1], il fut enterré dans le chœur de l'église Sainte-Marie, à Hanau.
4. Jean-Philippe (6 novembre 1559 – 22 avril 1560), également enterré dans le chœur de l'église sainte-Marie de Hanau
5. Marie (1562 – 1605), née posthume, morte célibataire.

## Veuvage
Après la mort prématurée de son mari, elle a initié une procédure devant la Cour suprême pour établir la tutelle de son fils Louis-Philippe Ier, qui était encore mineur. Elle n'a pas été nommée comme tuteur.
D'abord, elle a utilisé le château de Steinau comme sa douaire ; plus tard, elle a déménagé au château de Schwarzenfels où elle mourut. Après sa mort, son corps a été transféré à Hanau dans un cercueil de plomb, et enterré dans l'église de Sainte-Marie, à côté de son mari.